# نيل هيوز
نيل هيوز هو لاعب كرة القدم الكندية كندي، ولد في 2 يوليو 1980 في ريجاينا في كندا.